# Разъезд № 5
Разъезд № 5 — поселок при одноименной станции разъезде (ЮУЖД) в Кунашакском районе Челябинской области, входит в состав Муслюмовского сельского поселения.

## География
Расположен в юго-западной части района. Расстояние до районного центра, Кунашака, 26 км.

## Население
| 2002 | 2010 |
| ---- | ---- |
| 24   | ↗48  |

(в 1959 — 42, в 1970 — 38, в 1983 — 31, в 1995 — 31)

## Улицы
- Улица 113 км
- Лесная улица